# Leptochilichthyidae
I Leptochilichthyidae sono una famiglia di pesci ossei abissali appartenenti all'ordine Osmeriformes. Vi appartiene il solo genere Leptochilichthys, con tre specie.

## Distribuzione e habitat
La distribuzione di questa famiglia non è ben conosciuta, sono comunque presenti in tutti gli oceani. Sono del tutto assenti dal mar Mediterraneo. Vivono di solito a profondità maggiori di 1000 metri.

## Descrizione
Questi pesci sono caratterizzati da una grande testa e una bocca molto ampia priva di denti sulle mascelle. I denti sono presenti sul palato e sull'osso dentale. Le branchiospine sono molte e lunghe. La misura massima nota è di 31 cm.

## Biologia
Ignota.

## Pesca
Occasionale e di nessun interesse commerciale.

## Specie
- Genere Leptochilichthys
  - Leptochilichthys agassizii
  - Leptochilichthys microlepis
  - Leptochilichthys pinguis[2]